# Tamborești
Tamborești falu Romániában, Erdélyben, Fehér megyében.

## Fekvése
Aranyosfő közelében fekvő település.

## Története
Tamboreşti korábban Aranyosfő része volt, 1956-ban vált külön 145 lakossal.
1966-ban 75, 1977-ben 59, 1992-ben 43, a 2002-es népszámlálás adatai szerint pedig 41 román lakosa volt.